# یوردان انجلوف
یوردان انجلوف (بلغاری: Йордан Ангелов؛ ۲۸ اوت ۱۹۵۳ – ۶ مهٔ ۲۰۱۳) بازیکن والیبال اهل بلغارستان بود.